# پل الکساندر اوستریت
پل الکساندر اوستریت (انگلیسی: Paul-Alexandre Osterrieth) زاده ۱۹ سپتامبر۱۹۱۶ و مرگ به تاریخ ۲ اوت ۱۹۸۰م، یک متخصص اعصاب و استاد روان‌شناسی دانشگاه آزاد بروکسل بود که در سال ۱۹۴۴م، آزمون پیشنهادی یک روان‌شناس سوئیسی به نام آندره ری را به منظور سنجش قوای ذهنی درک و بازتولید تصویر در افراد و تشخیص علل عصبی و روانی افراد کم توان در تصویرسازی را تکمیل کرد.

## آزمون شکل پیچیده ری-اوستریت

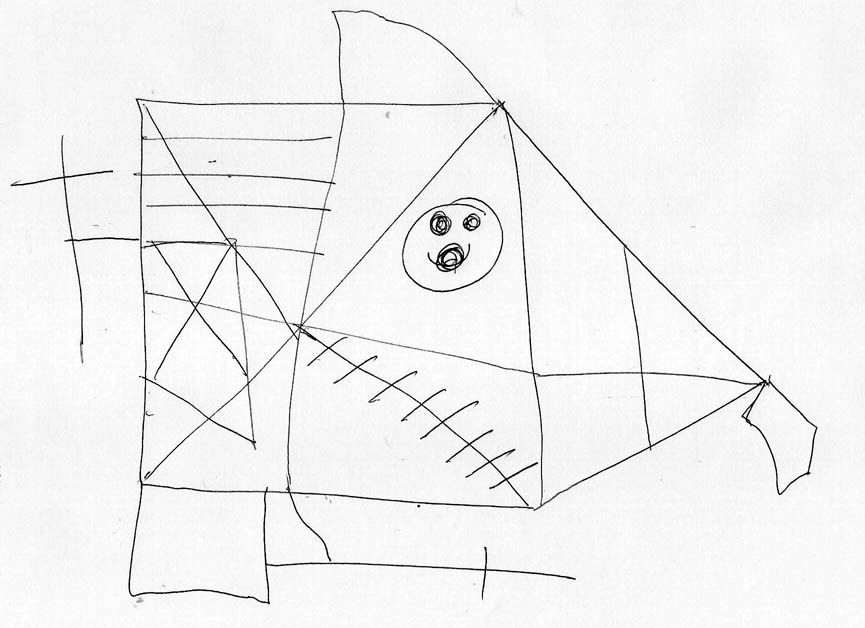
نمونه ای از حاصل کار آزمون که تصویری است که توسط یک کودک بازسازی شده‌است.

در این آزمون از متقاضی می‌خواهند که همزمان با نگاه کردن به یک الگوی نسبتاً پیچیده از خطوط، تا حد ممکن به صورت دقیق این تصویر را به وسیله مدادی بر روی قطعه ای کاغذ، باز سازی کند. سپس از متقاضی درخواست می‌شود تا بدون نگاه کردن به الگو و تنها با اتکا به قوه حافظه بار دیگر همان شکل را رسم کند. به این ترتیب با توجه به حاصل کار و میزان دقت، قوای درک و بازده تصویر در شخص ارزیابی شده و با توجه به سن متقاضی نارسایی‌های غیرعادی شناسایی می‌شوند.